# Luis Alberto Monzón
Luis Alberto Monzón León (Asunción, Paraguay, 26 de mayo de 1970) es un exfutbolista paraguayo quien se desempeñaba como mediocampista. Es recordado como un talentoso volante de creación portando el dorsal número 10 en la espalda, principalmente durante sus años jugando para el Olimpia de Paraguay con el que se destacó conquistando múltiples títulos, tanto locales como internacionales. Asimismo, fue seleccionado paraguayo, con el cual disputó dos ediciones de la Copa América. Desde 2013, Monzón ocupa el cargo de coordinador general de las divisiones formativas del Club Olimpia de la Primera División de Paraguay.

## Clubes

### Como futbolista
| Club              | País      | Año       |
| ----------------- | --------- | --------- |
| Olimpia           | Paraguay  | 1987-1991 |
| Cruz Azul         | México    | 1991-1992 |
| Olimpia           | Paraguay  | 1993      |
| Cruz Azul         | México    | 1993-1995 |
| Olimpia           | Paraguay  | 1995-1996 |
| Huracán           | Argentina | 1996      |
| Olimpia           | Paraguay  | 1997-1998 |
| Nacional          | Uruguay   | 1998      |
| Millonarios       | Colombia  | 1999      |
| Olimpia           | Paraguay  | 1999-2001 |
| 12 de Octubre     | Paraguay  | 2002-2003 |
| Nacional          | Paraguay  | 2004      |
| General Caballero | Paraguay  | 2005      |

### Como entrenador
| Club             | País     | Año  |
| ---------------- | -------- | ---- |
| Club Resistencia | Paraguay | 2009 |
| San Lorenzo      | Paraguay | 2010 |
| Club Resistencia | Paraguay | 2013 |

## Palmarés

### Como jugador

#### Títulos nacionales
| Título           | Club          | País     | Año    |
| ---------------- | ------------- | -------- | ------ |
| Primera División | Olimpia       | Paraguay | 1995   |
| Primera División | Olimpia       | Paraguay | 1997   |
| Primera División | Olimpia       | Paraguay | 1998   |
| Primera División | Nacional      | Uruguay  | 1998   |
| Primera División | Olimpia       | Paraguay | 2000   |
| Primera División | 12 de Octubre | Paraguay | 2002-C |

#### Títulos internacionales
| Título                 | Club    | Lugar     | Año  |
| ---------------------- | ------- | --------- | ---- |
| Copa Libertadores      | Olimpia | Guayaquil | 1990 |
| Supercopa Sudamericana | Olimpia | Asunción  | 1990 |
| Recopa Sudamericana    | Olimpia | Asunción  | 1991 |